# Mantra

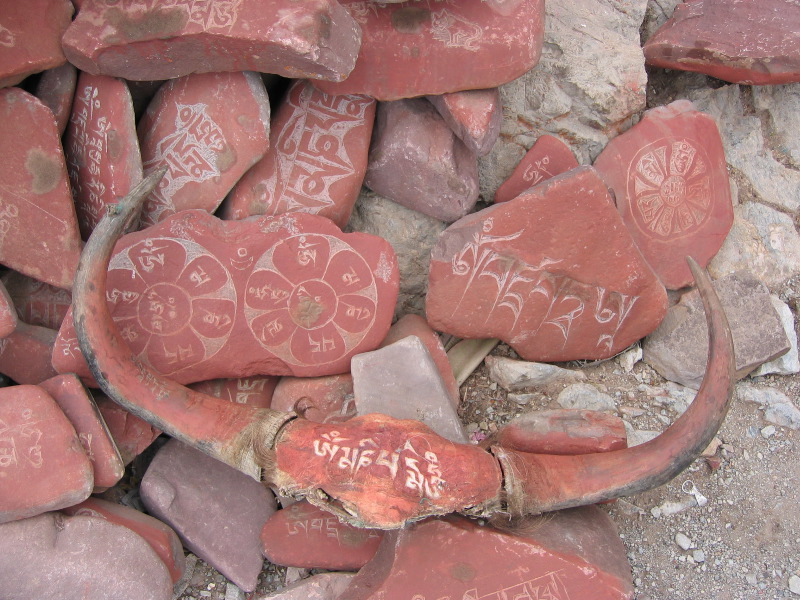
Mantry wyryte na kamieniach, Tybet

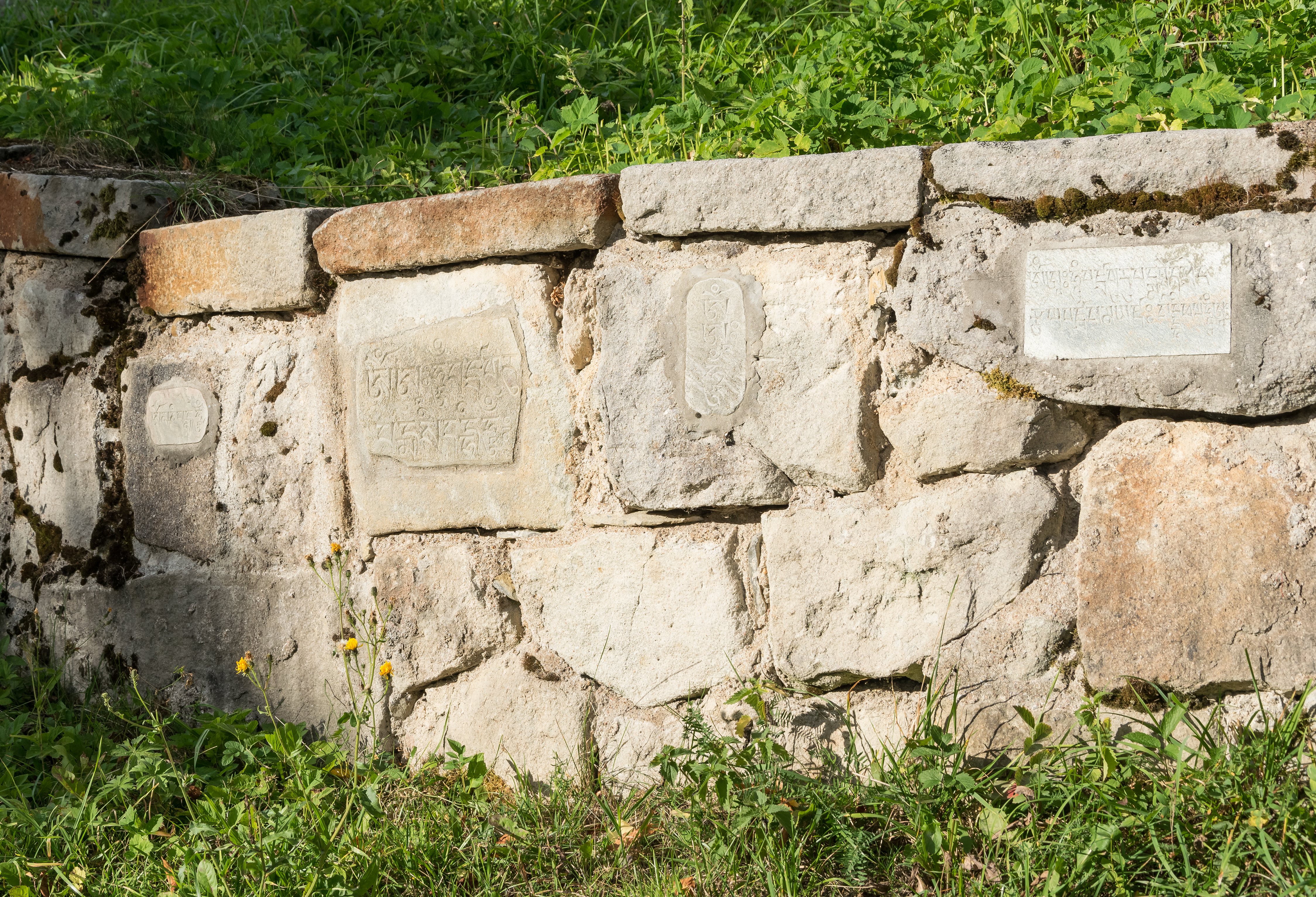
Mantry w Gompie Drophan Ling w Darnkowie

Mantra (dewanagari मन्त्र; rdzeń man „myśleć” z przyrostkiem -tra „narzędzie”; alternatywne wyjaśnienie: man pochodzi od sanskryckiego „manas”, czyli umysł, a tra pochodzi od sanskryckiego „traya” oznaczającego chronić, czyli razem „ochrona umysłu”) – w buddyzmie, hinduizmie i ezoteryce formuła, werset lub sylaba, która jest elementem praktyki duchowej. Jej powtarzanie ma pomóc w oddzieleniu od myśli (gdyż mantra staje się obiektem uwagi zamiast nich), co prowadzi do uspokojenia, zaktywizowaniu określonej energii, opanowania umysłu, oczyszczeniu go ze splamień.

## Hinduizm
Najsławniejszą i najważniejszą w religii wedyjskiej jest mantra Om. Przykładową popularną mantrą do Śiwy jest mantra Om Namaha Śiwaja, a najpopularniejszą mantrą do żeńskiego bóstwa w hinduizmie jest
mantra Gajatri. W tłumaczeniu z sanskrytu mantry brzmią mniej więcej tak: „składam cześć i oddaję hołd bóstwu o takim a takim imieniu”. Z okresu klasycznego pochodzą również mahawakja.

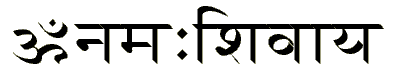
Aum Namah Śivāya mantra

### Praktyka
W hinduizmie do powtarzania mantr (dźapa), służy 108-koralikowy sznur modlitewny zwany dźapamala. Najskuteczniejsze są powtórzenia mantry, gdy trzy poniższe:
1. praktykujacy mantrę
2. sylaby czy słowa mantry
3. przedmiot mantry

stanowią podczas praktyki jedność.

### Podział
Mantry w hinduizmie dzielą się na kilka podstawowych grup. Najważniejsze z nich to:
- gurumantra (guru)
- isztamantra (isztadewata)
- mahamantra
- bidźamantra (sylaba, mantra nasienna)

### Asatoma
Mantra pochodząca z Upaniszady Bryhadaranjaka (1.3.28):
असतोमा सद्गगमय।

तमसोमा ज्योतिर् गमया।

मृत्योर्मामृतं गमय॥
asato mā sad gamaya

tamaso mā jyotir gamaya

mṛtyor mā amṛtam gamaya
om śānti śānti śāntiḥ

### Mahawakja
Mahawakja (dewanagari महावाक्य, trl. mahāvākya, wielkie sentencje, wielkie stwierdzenia) to nazwa dla jednej z grupy klasycznych mantr, których źródłem są teksty Upaniszad. Cztery najsławniejsze korespondują do czterech ksiąg Wed:
1. प्रज्ञानं ब्रह्म Pradźnanam Brahma – „Consciousness is Brahman” (Aitarejopaniszad 3.3 Rygweda)
2. अयम् आत्मा ब्रह्म Ajam Atma Brahma – „This Self (Atman) is Brahman” (Mandukjopaniszad 1.2 Atharwaweda)
3. तत् त्वं असि Tat Twam Asi – „Thou art That” (Ćhandogjopaniszad 6.8.7 Samaweda)
4. अहं ब्रह्मास्मि Aham Brahmasmi – „I am Brahman” (Brhadaranjakopaniszad 1.4.10 Jadźurweda)
5. नेति नेति Neti neti
6. यद् पिण्डे तद् ब्रह्माण्डे Jad Pinde Tad Brahmane

### Wajdika śanti mantra
Przykładowa mantra zakończona trzykrotnym śanti.

om pūrnamadah pūrnamidam pūrnāt pūrnamudachyate

pūrnasya pūrnamādaya pūrnamevāvaśiṣyate

om śāntih śāntih śāntih

### Śanti patha (śānti pāṭha)
asato mā sad gamaya|

tamaso mā jyotir gamaya|

mṛtyor māmṛtam gamaya ||
sarveṣām svastir bhavatu|

sarveṣām śānti bhavatu|

sarveṣām pūrnam bhavatu|

sarveṣām mangalam bhavatu ||
Lokāh samastāh sukhino bhavantu ||
om trayambabam yajāmahe sugandhim puṣţivardhanam|

urvārukam iva bandhanāt mṛtyormukṣiya māmṛtāt ||
om śāntih śāntih śāntih |
tvam eva mātā ća pitā tvameva|

tvam eva bandhuśća sakhā tvameva ||

tvam eva vidyā dravinam tvameva|

tvam eva sarvam mama devadeva || 

### Pańća akszara
Om namah śiwaja

## Buddyzm

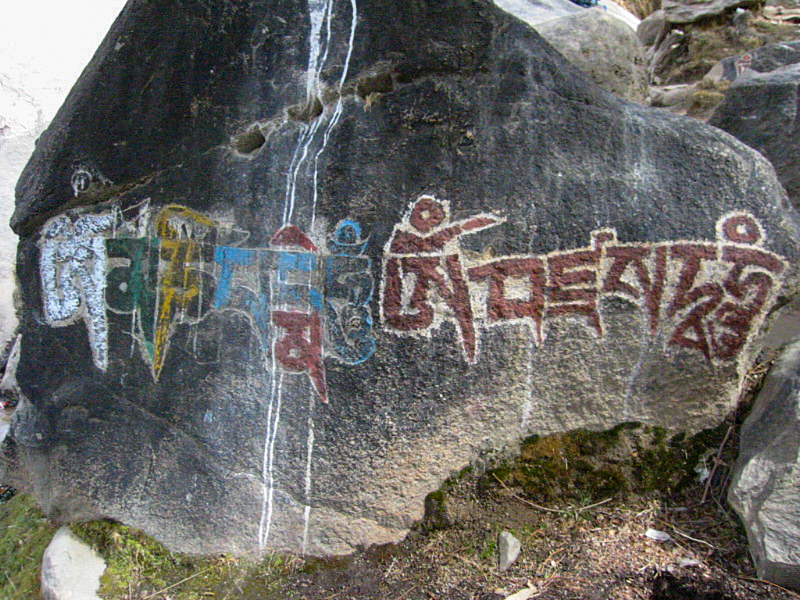
Mantra Om mani padme hum

W buddyzmie tantrycznym praktykowanym na przykład w Tybecie czy Japonii mantra jest jedną z metod prowadzących do wyzwolenia i oświecenia. Recytacja mantr ma na celu skupienie się na aspekcie Buddy (tybetańskie Jidam, czyli metoda medytacji indywidualnej). Mantry pochodzą z sanskryckich tekstów religijnych zwanych sadhanami, które przekazywane są uczniowi przez wykwalifikowanego nauczyciela Wadżrajany – lamę. Zezwolenie do praktyki nad tymi tekstami zwane jest „lungiem”, które obok przekazu mocy „wang” oraz wyjaśnień „tri” jest niezbędny do pełnego kultywowania i skuteczności tantry związanej z określonym aspektem Buddy. Przykładem jest niezwykle popularna w Tybecie i Bhutanie mantra „Om mani padme hum” związana z Awalokiteśwarą (tyb. Czenrezig) co rozwija w praktykującym współczucie i miłość Bodhićitta do wszystkich istot.
Stosowanie mantry polega na wielokrotnym recytowaniu, śpiewaniu, szeptaniu lub powtarzaniu w myśli. Niektóre praktyki religijne wymagają powtórzenia mantry określoną liczbę razy (na przykład 111 111 razy w praktyce nyndro). Do liczenia używa się zazwyczaj mali złożonej z 27 lub 108 koralików. Jednak najpełniejsze zrozumienie i skuteczność tych praktyk związane jest bezpośrednio z fazą Dzogrim tantr jogi najwyższej.
W buddyzmie tybetańskim powszechne jest używanie młynków modlitewnych, na których wypisana jest treść mantry. Wielokrotne obrócenie młynka uważane jest za równoważne wypowiadaniu mantry na głos. Równie często treść mantry wypisuje się na chorągiewkach modlitewnych i skałach. Buddyści są zdania, że wibracja mantry słyszana przez inne istoty lub niesiona przez wiatr może przynieść wiele pożytku innym.